# Găleată

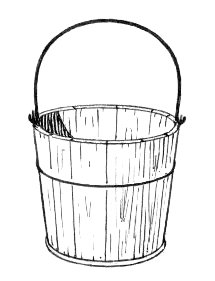
Găleată de lemn sau ciutură

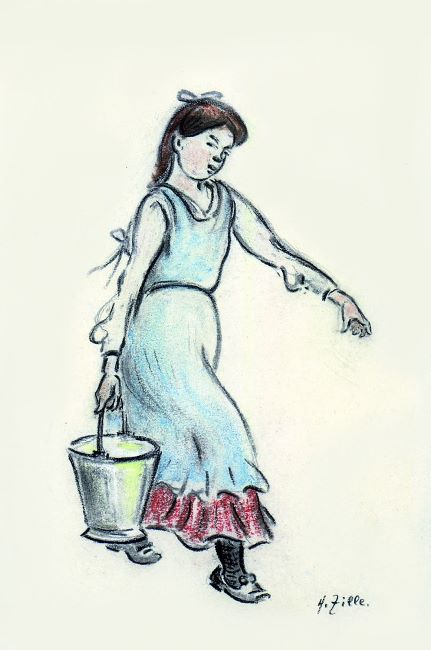
Femeie care transportă apă

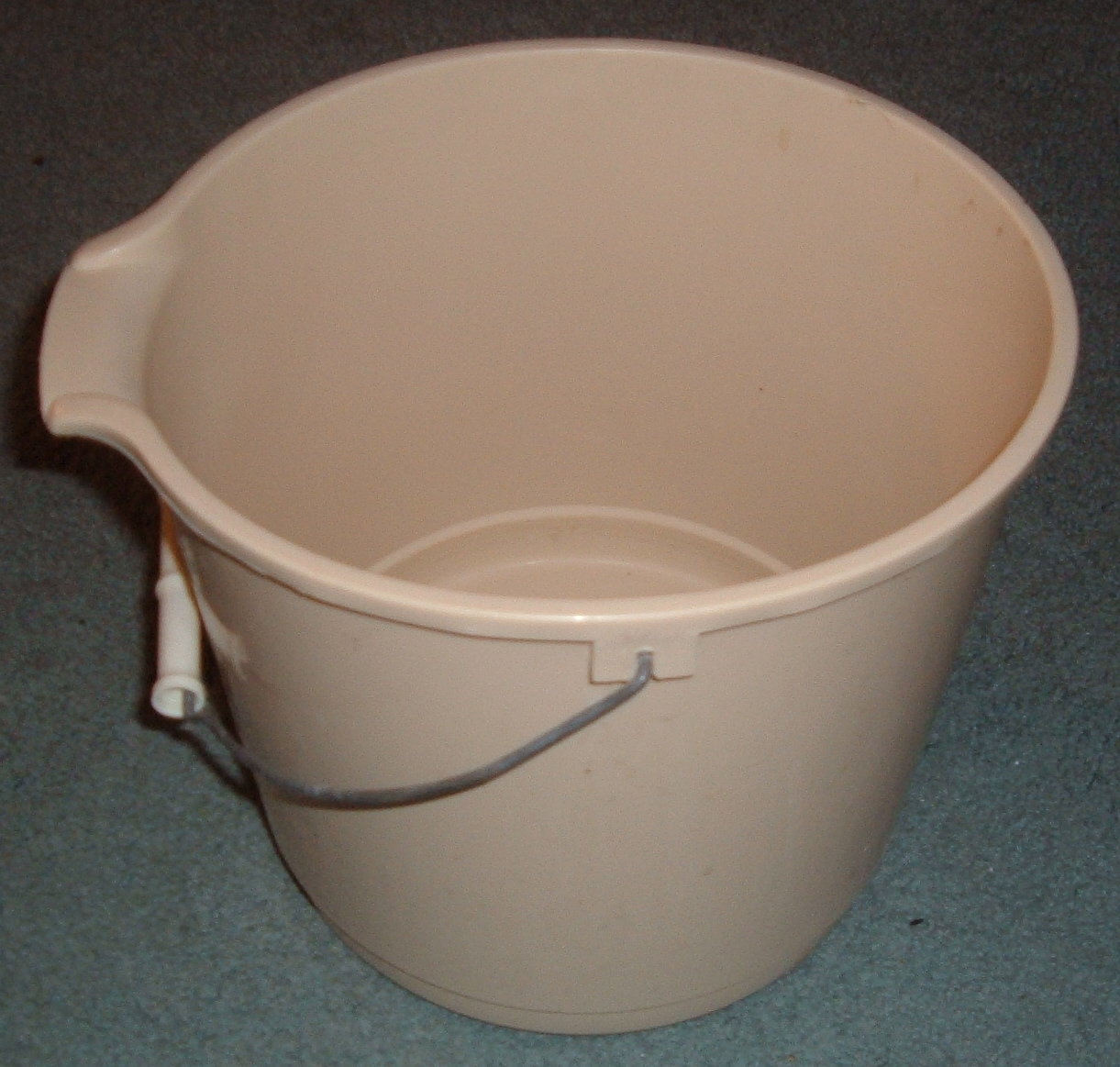
Găleată de plastic

Găleata, numită popular căldare sau vadră, este un recipient de formă cilindrică sau de trunchi de con, închis și plat la partea inferioară și deschis la partea superioară, unde este prevăzut cu o toartă pentru a fi manevrat cu ușurință. Este utilizată la transportul lichidelor, uneori și al solidelor.
Atunci când găleata este făcută din doage sau dintr-un trunchi scobit și servește la scos apa din fântână, aceasta se numește ciutură.
Dacă găleata de lemn are o formă (relativ) cilindrică, este făcută din doage de brad și în ea se ține apa de băut, aceasta se numește cofă sau doniță.

## Etimologii
Substantivul românesc găleată este moștenit din latină: galleta.
Substantivul românesc căldare este moștenit din latină: caldaria, „căldare”.
Substantivul românesc ciutură este moștenit din latină: cytola.
Substantivul românesc doniță este un împrumut din sârbă dojnica.
Substantivul românesc vadră este un împrumut din slavă: vědro.

## Istoric
Cercetări arheologice au relevat prezența găleții încă din perioada culturii Hallstadt, când acest obiect de uz casnic se confecționa din bronz.
În locuințele din mediul urban, găleata este folosită pe post de recipient pentru resturi menajere. Treptat, a început să fie înlocuită de coșuri speciale pentru gunoi.

## Galerie de imagini

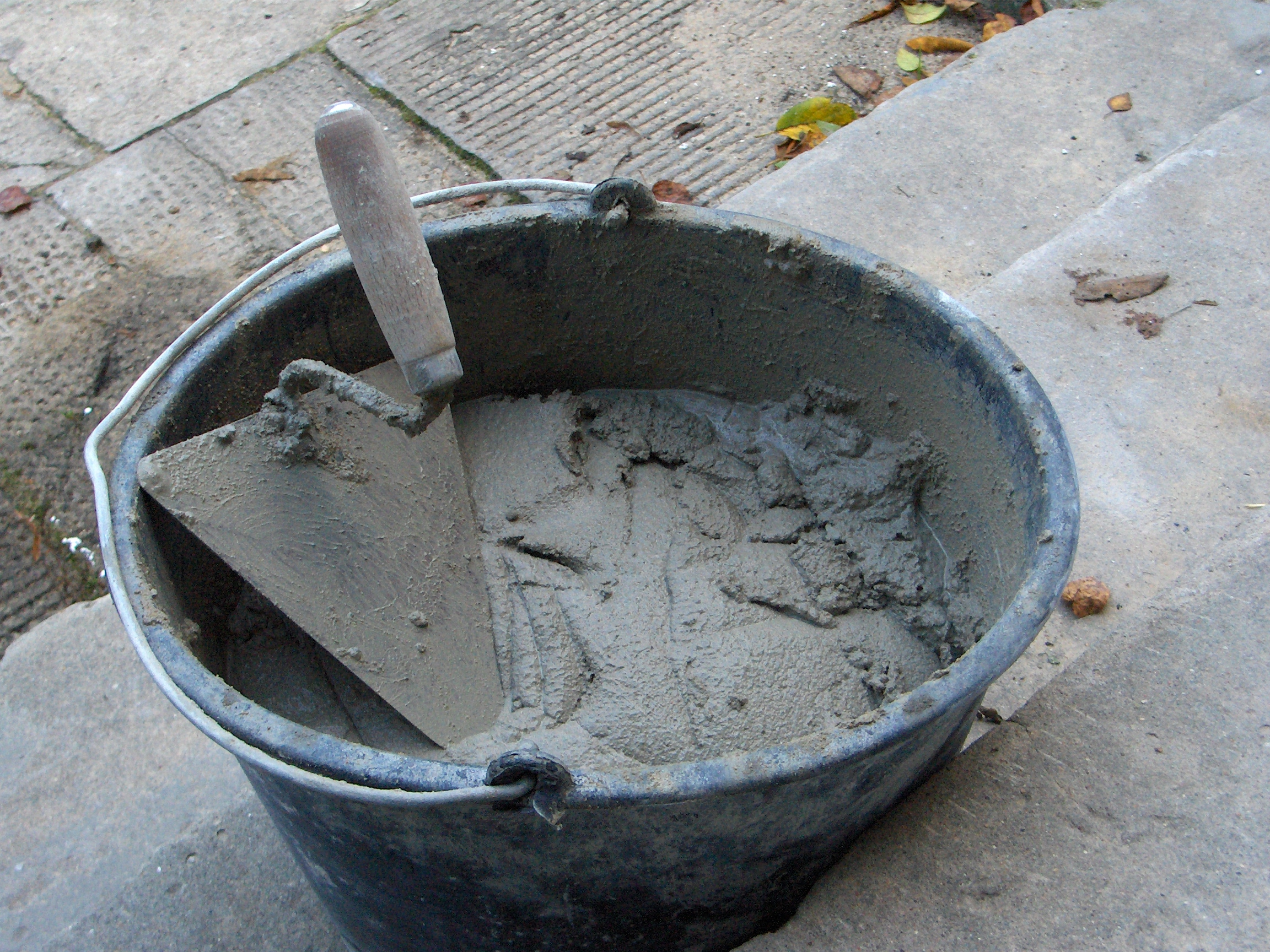
Găleată folosită de zidari
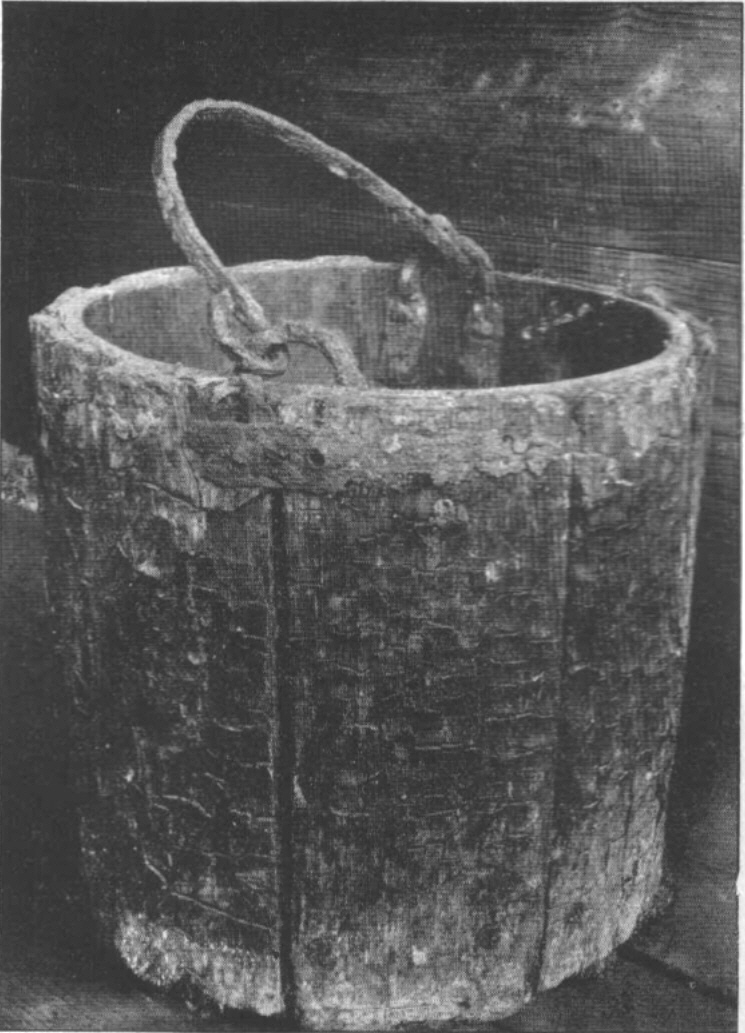
Găleată din lemn
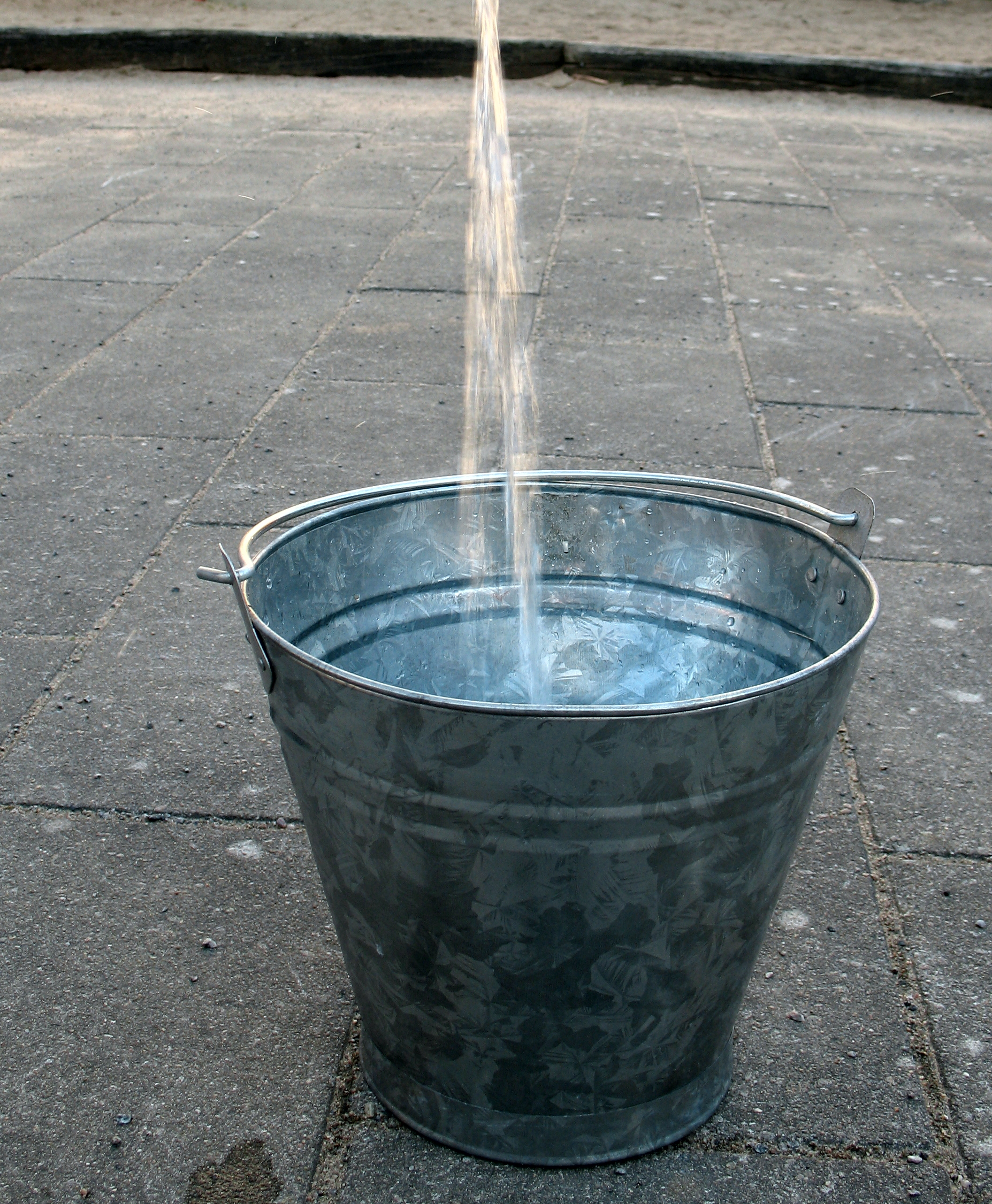
Găleată din tablă zincată
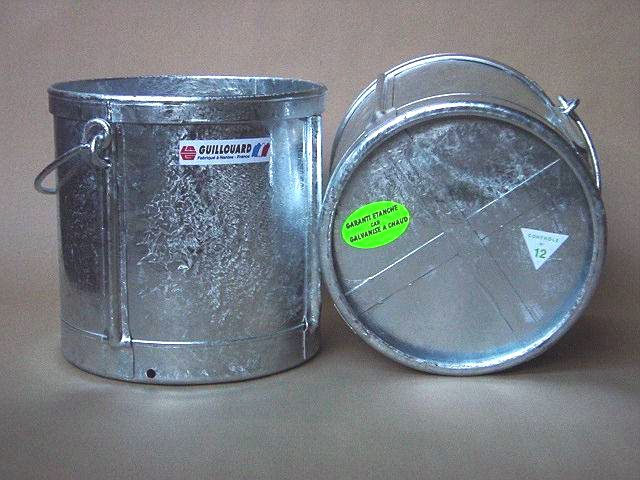
Găleţi pentru cai (foarte întărite).
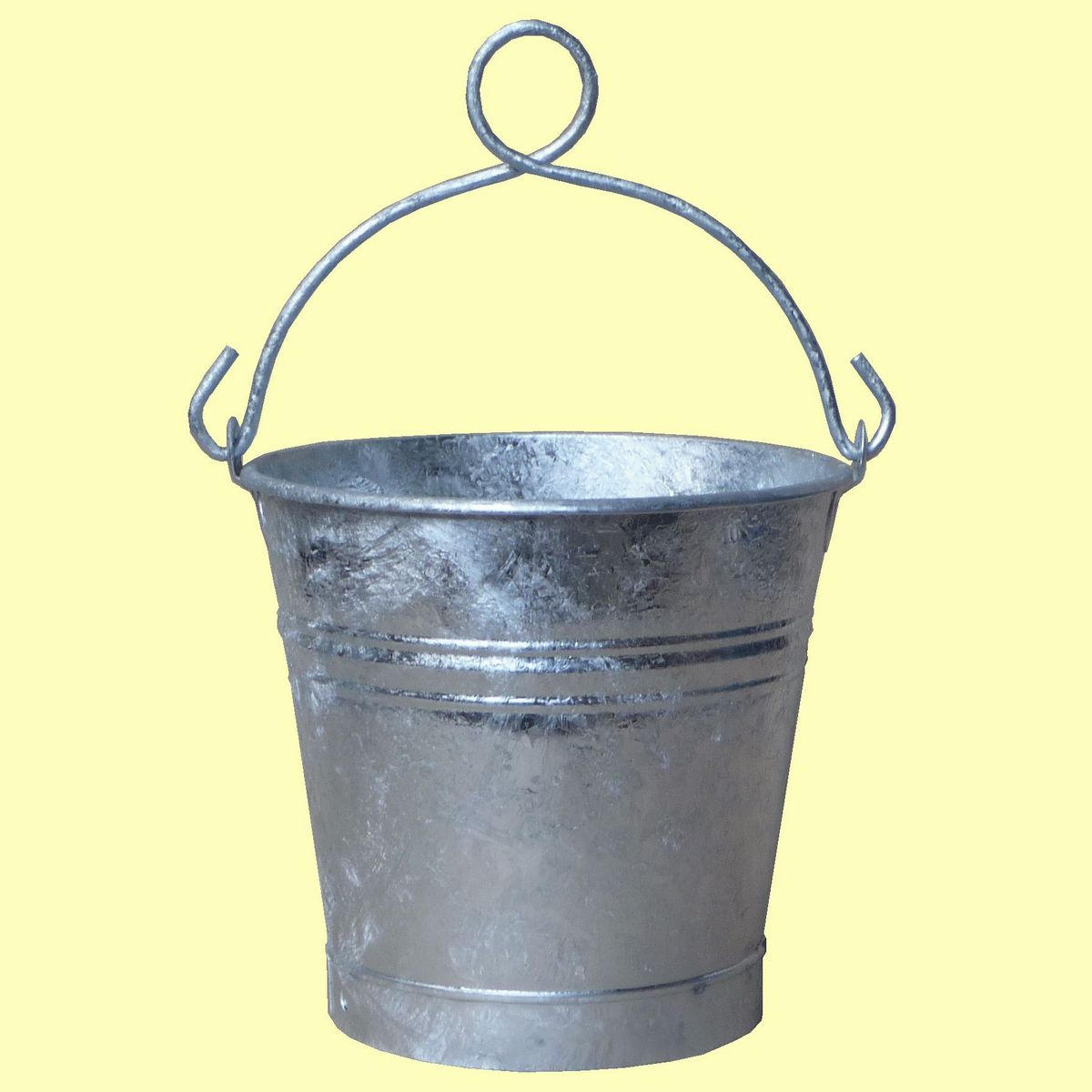
Găleată pentru scos apa din puţ cu inel pentru frânghie sau lanţ
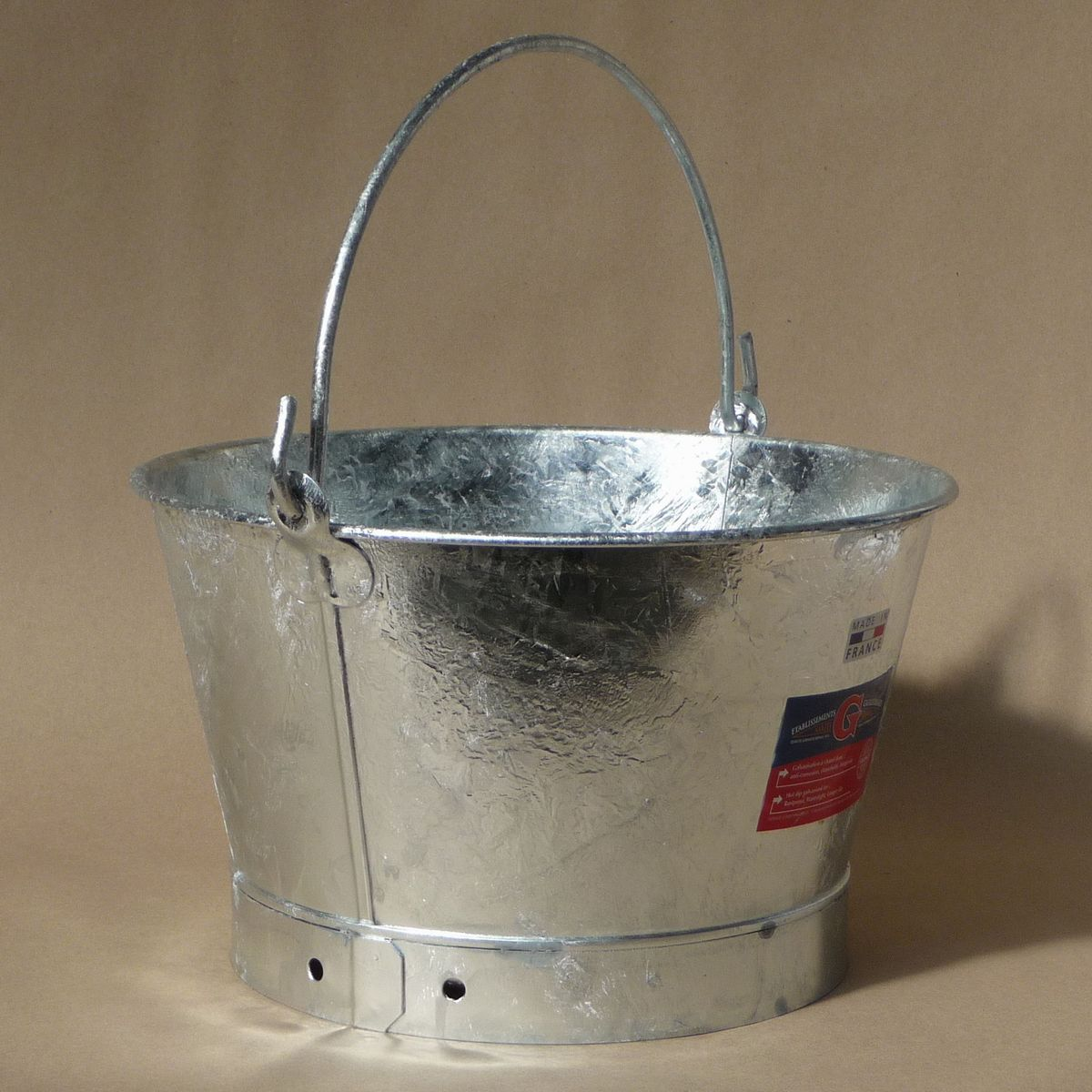
Găleată pentru viţei din oţel galvanizat la cald
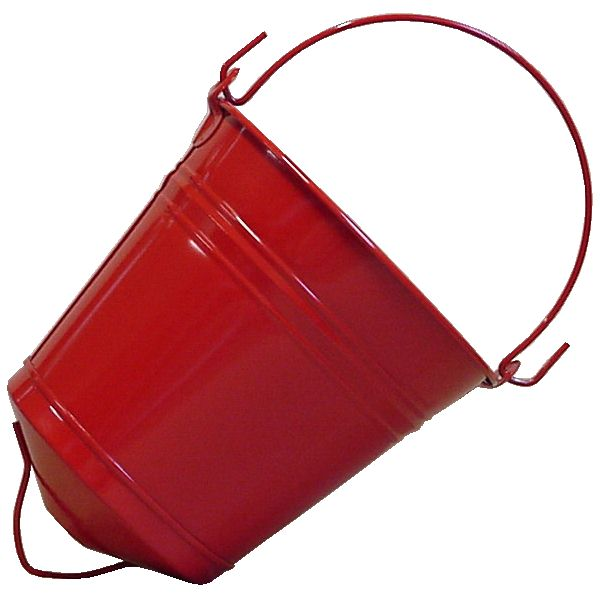
Găleată pentru stins incendii, cu fundul bombat prevăzut cu mâner
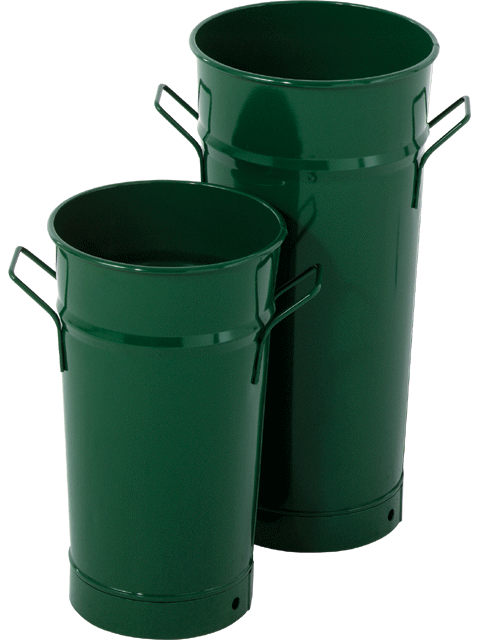
Găleţi pentru flori, cu mânere
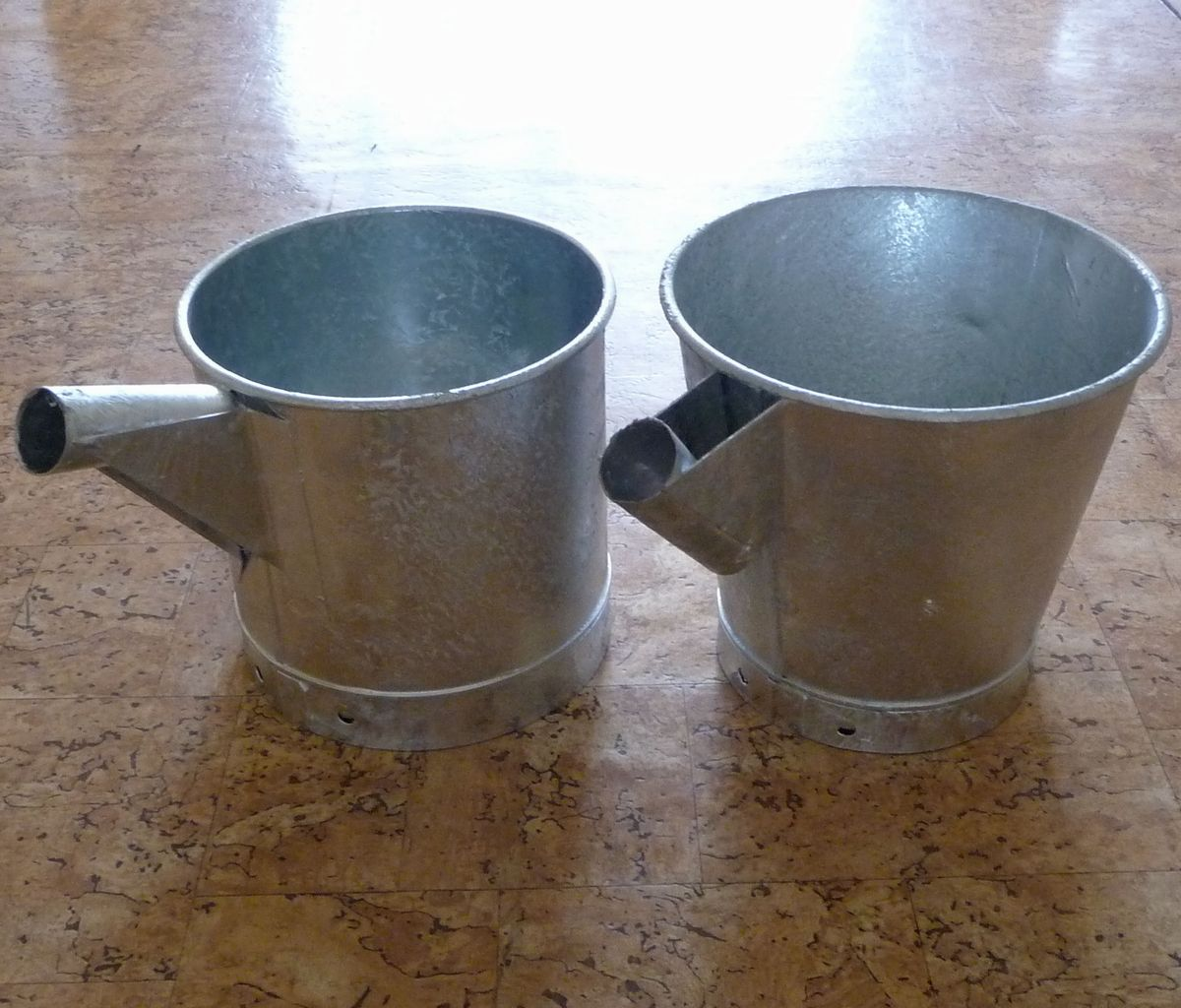
Vas pentru spălat şi găleată cu gol în care se fixează mânerul
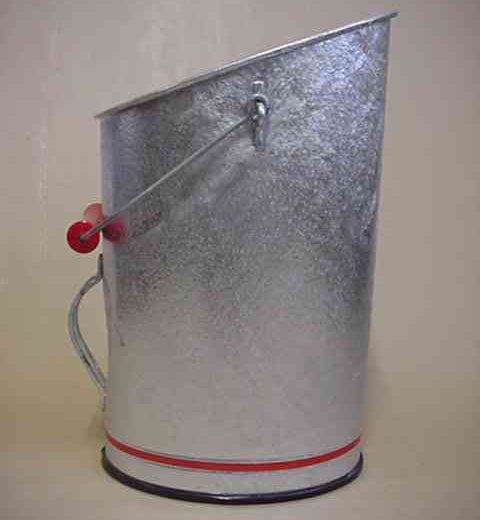
Găleată pentru cărbune cu o toartă şi un mâner
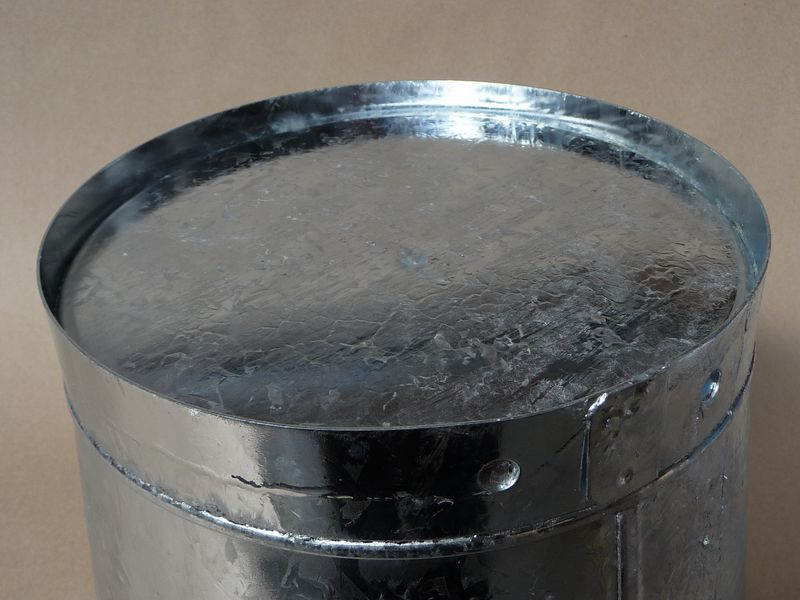
Detail: cerc pentru întărirea fundului unei găleţi
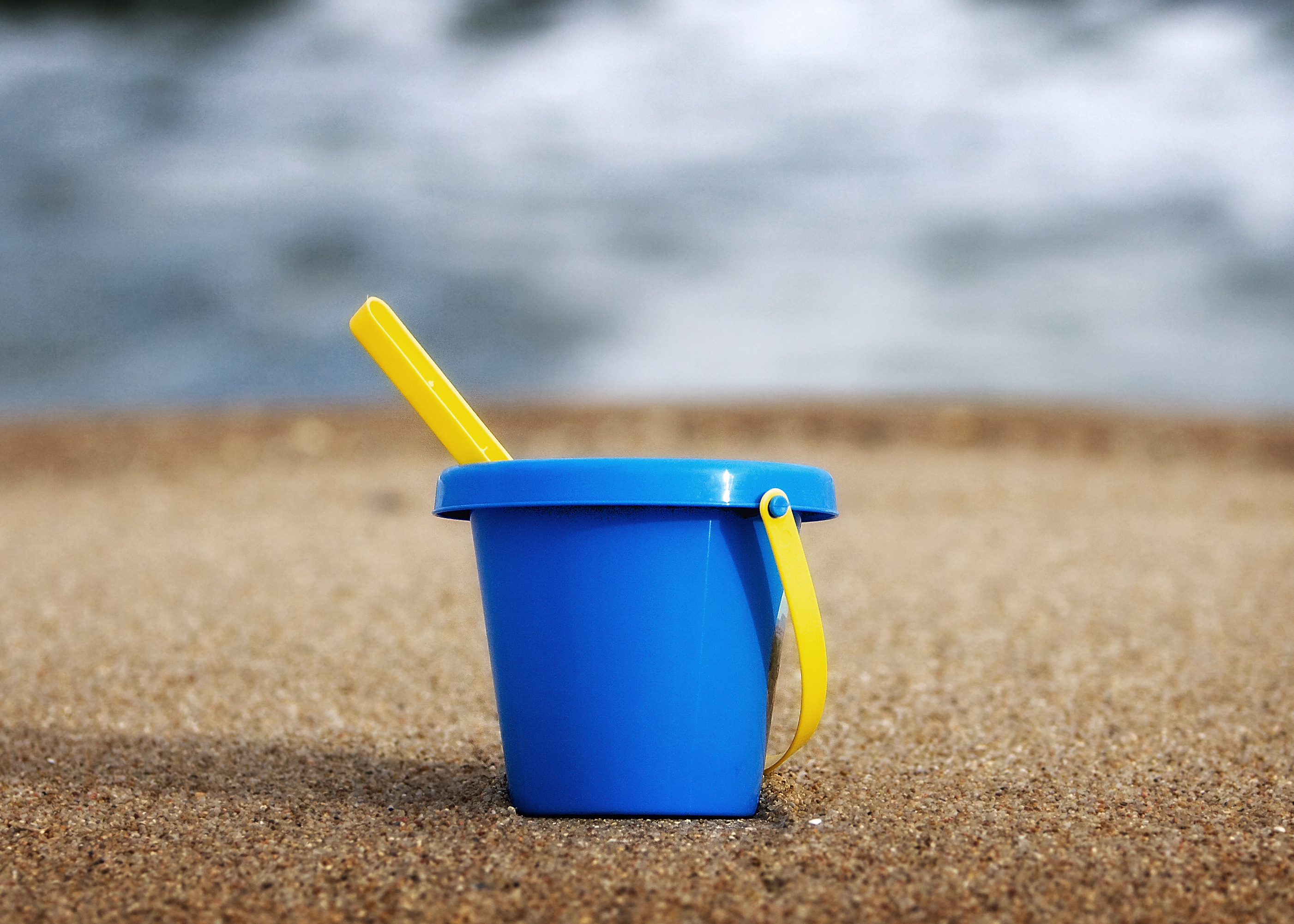
Găletuşă de plastic pentru joaca pe plajă.